# ADCC Submission Fighting World Championships 2003
V Mistrzostwa Świata ADCC – piąta edycja największego turnieju submission fightingu na świecie, która odbyła się w dniach 17-18 maja 2003 roku w brazylijskim São Paulo. Po raz pierwszy mistrzostwa zostały rozegrane poza Zjednoczonymi Emiratami Arabskimi.

## Wyniki
| Kategoria:  | Złoto:              | Srebro:                    | Brąz:                    |
| 65 kg       | Leonardo Vieira     | Barret Yoshida             | Alexandre de Freitas     |
| 77 kg       | Marcelo Garcia      | Otto Olson                 | Vítor Ribeiro            |
| 88 kg       | Saulo Ribeiro       | Ronaldo Souza              | David Terrel             |
| 99 kg       | Jon Olav Einemo     | Alexandre Ferreira         | Roger Gracie             |
| ponad 99 kg | Márcio Cruz         | Fabricio Werdum            | Alex Negão               |
| Absolute    | Dean Lister (99 kg) | Alexandre Ferreira (99 kg) | Fabricio Werdum (+99 kg) |

### "Super walka"
- Ricardo Arona vs  Mark Kerr – zwycięstwo Arony